# Rifugio Passo San Nicolò
Das Rifugio Passo San Nicolò ist eine privat geführte Schutzhütte in der Marmolatagruppe in den Dolomiten. Die Hütte verfügt über 14 Schlafplätze und ist in der Regel von Mitte Juni bis Ende September geöffnet.

## Lage
Die 1974 erbaute Hütte liegt im oberen Talabschluss des Val San Nicolò, einem östlichen Seitental des Fassatals im Trentino, auf 2338 m s.l.m. Sie befindet sich etwa 100 Meter südöstlich des gleichnamigen Passes nach dem die Hütte benannt ist und der das Val San Nicolò mit dem Contrintal verbindet. Im Südosten wird die Schutzhütte vom markanten und 2670 m hohen Col Ombert überragt, der im Ersten Weltkrieg ein Eckpfeiler der österreichisch-ungarischen Frontlinie im Fassatal war. Das Rifugio San Nicolò grenzt unmittelbar an das Natura 2000 Schutzgebiet Val San Nicolò. An der Hütte führt der Fernwanderweg Via Alpina vorbei.

## Zugänge
- Von Sauch im Val San Nicolò, 1735 m ⊙ auf Weg 608 in 2 Stunden

## Übergänge und Nachbarhütten
- Zum Rifugio Contrin, 2016 m ⊙ auf Weg 608 in 40 Minuten.
- Zum Rifugio Tobià del Giagher, 2170 m ⊙ auf Weg 613 in 2 Stunden.